# Euteleuta fimbriata
Euteleuta fimbriata är en skalbaggsart som beskrevs av Bates 1885. Euteleuta fimbriata ingår i släktet Euteleuta och familjen långhorningar. Inga underarter finns listade i Catalogue of Life.